# Ricardo F. Colmenero
Ricardo Fernández Colmenero (Orense, 1 de julio de 1977) es un periodista y escritor español.

## Biografía
Licenciado en Periodismo por la Universidad de Navarra, donde también cursó estudios de Psicopedagogía. Inició su carrera profesional en el Miami Herald en 1999, hasta su incorporación en 2000 al diario El Mundo, donde trabaja como reportero y columnista. 
Bajo el título de «Naufragios» habla sobre actualidad política y temas sociales, mientras que en «Gallina en piel» comenta la actualidad del F.C. Barcelona. «Sus artículos casi siempre tienden a una autoparodia dulce y casi costumbrista, a una divagación un poco woodyalleniana pero encerrada en los límites del género periodístico», escribió el periodista Luis Alemany en El Mundo.
En 2019 se incorpora al elenco de tertulianos del programa La Brújula de Onda Cero, dirigido por Juan Ramón Lucas.
También es colaborador habitual de otras emisoras como Radio Galega, de lunes a jueves en el programa nocturno A Crónica, en el matinal de IB3 Al Día y en Radio Marca con Pablo Juanarena.
Desde 2016, junto a Manuel Jabois y Octavio Salazar conforma el elenco de columnistas de la revista GQ en la que publica mensualmente su columna Soltaré a Brian.
En abril de 2019 publica Literatura Infiel en la editorial Círculo de Tiza. Sobre esta obra, la escritora Karina Sáinz Borgo publicó en Zenda: «La ironía termina siendo la gran autora de lo que ocurre en estas páginas: desmitificaciones del periodismo, parodias sobre la grandilocuencia del columnista, episodios hilarantes de sus años en Miami como reportero —dar una primicia y que nadie te haga caso, por ejemplo— o ya en la redacción madrileña del diario El Mundo».
En junio de 2021 publica Los penúltimos días de Escohotado en la editorial La esfera de los libros.

## Obras
- Literatura Infiel. Círculo de Tiza. 2019. ISBN 978-84-949131-5-0.
- Los penúltimos días de Escohotado. La esfera de los libros. 2021. ISBN 9788413841533.

## Premios
- XXXIX Premio de Periodismo Julio Camba 2018 por su artículo 'La Comunidad', publicado en el diario El Mundo.[5]

- XXXV Premio Unicaja de Artículos Periodísticos 2018 por su artículo 'Devolver la poesía', publicado en el diario El Mundo.[6]